# Ардуїн Глабер
Ардуїн Глабер (італ. Arduino Glabrio, Glabrione, або il Glabro, що означає «Лисий»; помер біля 977 р.) — граф Ауріатський з бл. 935 року, граф Туринський з бл. 941/942 р., і маркграф Туринський з бл. 950/964 року. Ардуїн заснував Туринську марку завдяки завоюванням і королівським призначенням і започаткував впливову династію Ардуїничів. Основним джерелом його життя є Chronicon Novaliciense, хроніка Новалезького абатства.

## Біографія
Ардуїн був старшим сином Роджера, графа Ауріатського (906–бл. 935), франкського дворянина, який переселився до Італії на початку Х століття. Середньовічне Ауріатське графство охоплювало регіон, обмежений Альпами, річкою По та Стурою, сьогодні це регіони Салуццезе та Кунезе. Ардуїн змінив свого батька на посаді графа Ауріатського десь приблизно в 935 році, але вперше він фігурує в документах як граф Ардуїн (Ardoino comes) 13 квітня 945 року, коли він засідав у суді (placitum) графа Ланфранка в Павії в присутності короля Італії Лотаря II.

### Маркграф Туринський
Близько 940 року Ардуїн воював у долині Сузи проти сарацинів, які зайняли альпійські проходи. Він отримав контроль над долиною і повернув Новалезьке абатство під контроль християн, а також побудував для оборони долини замок в Авільяні. Десь між 941 і 950 роками Ардуїн був призначений графом Турина. Оскільки новий король Гуго Арльський вигнав маркграфа Іврейського Беренгара та у 941 році скасував Іврейську марку, до складу якої входив Турин, ймовірно, що Гуго передав Туринське графство Ардуїну в цей час. З цього моменту Турин став головною резиденцією Ардуїна та його династії.

### Відносини з Беренгаром Іврейським
Після вигнання Беренгар Іврейський втік до двору короля Німеччини Оттона I, де він перебував із січня 942 року. Невдовзі він повернувся до Італії та зміцнив своє становище. У документі, виданому під час правління Гуго (березень/квітень 945 р.), Беренгар згадується як summus consiliarius (найвищий радник) Гуго. Беренгар набув особливого впливу під час короткого правління сина та наступника Гуго, Лотаря II, який був одружений на Адельгейді Бургунській. У червні 948 року Беренгар був вказаний як consors regni Лотаря (партнер у королівстві). Після смерті Лотаря (ймовірно, від отрути), Беренгар став королем Італії (15 грудня 950 р.). Ардуїн Глабер був у добрих стосунках з Беренгаром у період його політичного піднесення. 13 листопада 950 року він отримав управління Новалезьким абатством, формально від Лотаря, але, ймовірно, завдяки протекції Беренгара.

### Відносини з імператором Оттоном I
Ардуїн також зумів налагодити хороші стосунки з Оттоном I, який насильно змінив Беренгара на посаді короля Італії. Коли Оттон I вторгся в Італію, Ардуїн під час облоги Каносси змінив сторону і почав підтримувати Оттона. Багато тогочасних джерел обговорюють роль Ардуїна в облозі Каносси, включно з Життям Матильди (Vita Mathildis) Донізо . Пізніше Ардуїн уклав шлюбний союз з Адальбертом Атто з Каносси, дочка якого Прангарда вийшла заміж за його сина і наступника, Манфреда I. В нагороду за підтримку, Оттон I пізніше призначив Ардуїна графом Асті.

### Маркграф Туринський
Туринська марка складався з графств Ауріате, Турин, Асті, Альбенга та, ймовірно, Бредуло, Альба та Вентімілья. Ардуїн не згадується з титулом marchio (маркграф) до 964 року, тому можливо, що саме Оттон I призначив його маркграфом Туринським. Крім того, Ардуїн міг бути призначений маркграфом до цього, можливо, під час реорганізації, яка відбулася під керівництвом Беренгара за часів правління Лотаря.

### Походи проти сарацинів
З самого початку Ардуїн, безсумнівно, був зайнятий сарацинами, які зайняли долину Сузи і заснували свою постійну базу у Фраксінеті в сусідньому Провансі по інший бік Альп. Можливо, він вигнав їх із долини в 940–41 роках. До цього він, ймовірно, захопив Альбенгу, Альбу та Вентімілью. Ардуїн підтверджено брав участь у боротьбі графів Прованських Вільгельма I і Ротбальда I проти сарацинів Фраксінета. Згідно з «Antapodosis» Ліутпранда Кремонського, у 972 або 973 роках Ардуїн і Ротбальд очолили успішний напад на сам Фраксінет. Вільгельм тим часом напав на викрадачів абата Клюні Майеля. Згідно з пізнішим комітальним документом 1041 року, він відібрав у них міста Танд, Брига та Саорж та надав їм концесії. Востаннє живий Ардуїн був зафіксований 4 квітня 976 року. Незважаючи на те, що він повернув їхню землю від сарацинів, Новалезькі монахи, які втекли від сарацинських набігів у 906 році і все ще перебували в Турині аж до 929 року, звинуватили його в неповазі до їхніх прав: Ardoinus vir potens ... nobis tulit [vallem Segusinam] tantum ... erat plenus viciis ... superbia tumidus ... in adquirendis rebus alienis avaricie faucibus succensus (Ардуїн, могутній чоловік... він узяв [долину Сузи] тільки для нас... він був сповнений пороків... опухлий від гордості... палаюче горло від жадібності в присвоєнні речей інших людей).

## Родина
Ардуїн одружився з жінкою, названою в Necrologio Sanctæ Andreæ Taurinensis іменем Vmille, ймовірно Емілія або Іммула.
У них було щонайменше п'ятеро дітей:
- Альсінда, яка вийшла заміж за Гізельберта II Бергамського
- Ріхильда, яка вийшла заміж за Конрада Іврейського
- Манфред  — другий маркіз Туринський з династії Ардуїнічів з 977 року до своєї смерті.
- Ардуїн
- Отто